# عبيدات الرما
عبيدات الرما هو فن غنائي راقص من فنون التراث الشعبي المغربي، حيث يجمع مجموعة من المغنيين والراقصين بلباس تقليدي مرددين عبارات من الشعر المحلي.
ظهر هذا الفن في بعض المناطق كورديغة والشاوية وتادلة والحوز من عهود خلت، ويمكن تصنيف هذا الفن في خانة الفنون الفرجوية الشعبية التي عرفها المغرب وما زالت مستمرة إلى الآن. تعني كلمة أو لفظ «الرما» الرماية بالبندقية أو السلاح على وجه التدقيق إلى درجة يمكن فيها القول بأن اعبيدات «الرما» هم رماة كان همهم الأساسي هو التدريب على الرماية بالبندقية والاستعداد الدائم للدفاع العسكري. كان ولا يزال لكل فرقة أو مجموعة مقدم يسهر على تسييرها ورعايتها وغالبا ما يكون من أبرز شعرائها ونظامها.

## فرق موسيقية
توجد العديد من مجموعات عبيدات الرما التي تقدم عروضا فنية بمختلف المهرجانات والمحافل:
مجموعة المداكرة لعبيدات الرما (سطات)
مجموعة أولاد حديدو لعبيدات الرما (الفقيه بن صالح)
مجموعة العامريات لعبيدات الرما (خريبكة)
مجموعة العلامة لعبيدات الرما (خريبكة)
مجموعة السماعلة لعبيدات الرما (وادي زم)
مجموعة بني زمور لعبيدات الرما (أبي الجعد)
مجموعة البراشوة لعبيدات الرما (الخميسات)
مجموعة الوناسدة لعبيدات الرما (قلعة السراغنة)
مجموعة أولاد الشهداء لعبيدات الرما (وادي زم)
مجموعة الحركة لعبيدات الرما (خريبكة)
مجموعة سمكت لعبيدات الرما (قصبة تادلة)
مجموعة الصيادة لعبيدات الرما (خريبكة)
مجموعة 20 غشت لعبيدات الرما (وادي زم)
مجموعة أولاد عطوش لعبيدات الرما (وادي زم)
مجموعة الزيايدة لعبيدات الرما (بن سليمان)
مجموعة أولاد علي الواد لعبيدات الرما (الفقيه بن صالح)
مجموعة الباردية الحوز لعبيدات الرما (قلعة السراغنة)
مجموعة السلام لعبيدات الرما (خريبكة)
مجموعة اعبيدات الرما للتراث الشعبي (الفقيه بن صالح)
مجموعة مليلة لعبيدات الرما (بن سليمان)
مجموعة إسلان لعبيدات الرما (خريبكة)
مجموعة عبيدات الرما الزلاقة ( خريبكة )

## هوامش ومصادر
1. 1 2  مقال مهرجات عبيدات الرما بخريبكة - الولوج 15 دجنبر 2011 نسخة محفوظة 10 سبتمبر 2017 على موقع واي باك مشين.
2. ↑  موقع عبيدات الرما أولاد النمة - الولوج 15 دجنبر 2011 نسخة محفوظة 17 سبتمبر 2011 على موقع واي باك مشين.